# Phyllium bilobatum
Phyllium bilobatum ist eine Insektenart aus der Familie der Wandelnden Blätter (Phylliidae).

## Systematik
Die Art wird der Untergattung Phyllium zugeordnet, welche von der zweiten Untergattung Pulchriphyllium innerhalb der Gattung Phyllium abzugrenzen ist.
Der Holotypus ist ein weibliches Tier von den Philippinen, welches im Naturhistorisches Museum in London aufbewahrt wird.

In einer jüngeren Arbeit wird vorgeschlagen, die Gattung Phyllium unterhalb der Untergattungen in Artengruppen einzuteilen. Phyllium bilobatum wird hier in die nach Phyllium siccifolium benannte siccifolium-Artengruppe eingeordnet.

## Merkmale
Die Weibchen erreichen eine Körperlänge zwischen 67 und 74 Millimetern, die Männchen bleiben mit 44 bis 51 Millimetern deutlich kleiner. Aufgrund des großen Verbreitungsgebietes treten verschiedene lokale Formen auf, die sich in Größe und Körperform unterscheiden können. So werden Weibchen mit auffälligen Zipfeln (Loben) am Rand des siebenten und achten Abdominalsegmentes von den Philippinen beschrieben, aber auch solche ohne Loben aus Malaysia. Um eine bessere Beschreibung der lokalen Formen zu gewährleisten, wird oft der Artname zusammen mit der Herkunft (so diese bekannt ist) genannt (etwa: Phyllium bilobatum (Malaysia)). In ihrem Habitus ähnelt die Art den anderen Vertretern der siccifolium-Artengruppe. Die adulten Weibchen von Phyllium bilobatum (Malaysia) haben am hinteren Ansatz der Mittel- und Hinterhüften (Coxen) je einen blauen Fleck. Andere Vertreter der siccifolium-Artengruppe zeigen hier häufig anders farbige Zeichnungen. Die Weibchen von Phyllium philippinicum tragen an diesen Stellen braune, die von Phyllium mabantai gelbbraune und die von Phyllium jacobsoni weiße Zeichnungen. Auch die Eier dieser Arten sind recht ähnlich. Die etwa fünf Millimeter langen und drei Millimeter breiten Eier von Phyllium bilobatum haben auf den flachen Seiten drei Längsfurchen, bei denen von Phyllium philippinicum finden sich hier unregelmäßig angeordnete runde Gruben.

## Vorkommen und Verhalten
Phyllium bilobatum kommt in Malaysia, auf den Philippinen und der Insel Java vor. Die von Java stammenden Tiere sind kleinwüchsiger, ihre Weibchen erreichen lediglich 61 bis 69 Millimeter Körperlänge. Beide Geschlechter besitzen funktionsfähige Wehrdrüsen, aus denen vor allem die Männchen bei Berührung durch stigmenähnliche Öffnungen im Pronotum ein unangenehm riechendes Wehrsekret verspritzen. Junge Nymphen verstecken sich gern in welken Blättern, welchen sie in diesem Stadium farblich stärker ähneln als grünem Laub.

## Terrarienhaltung
Bei Phyllium bilobatum handelt es sich um einen der heikelsten Vertreter der zurzeit im Terrarium gepflegten Wandelnden Blätter. Empfohlen wird ein gleichmäßig feuchtes Klima. Laut Aussage von Detlef Größer (mündliche Mitteilung) sind insbesondere die subadulten Weibchen vor der letzten Häutung sehr anfällig und sterben ohne ersichtlichen Grund, während die Männchen relativ problemlos unter den für Wandelnde Blätter üblichen Haltungsbedingungen heranwachsen (Siehe Terrarienhaltung von Wandelnden Blättern). Als Futter wird das Laub von Brombeeren, Eichen oder besser Guaven (Psidium) empfohlen.

## Bilder

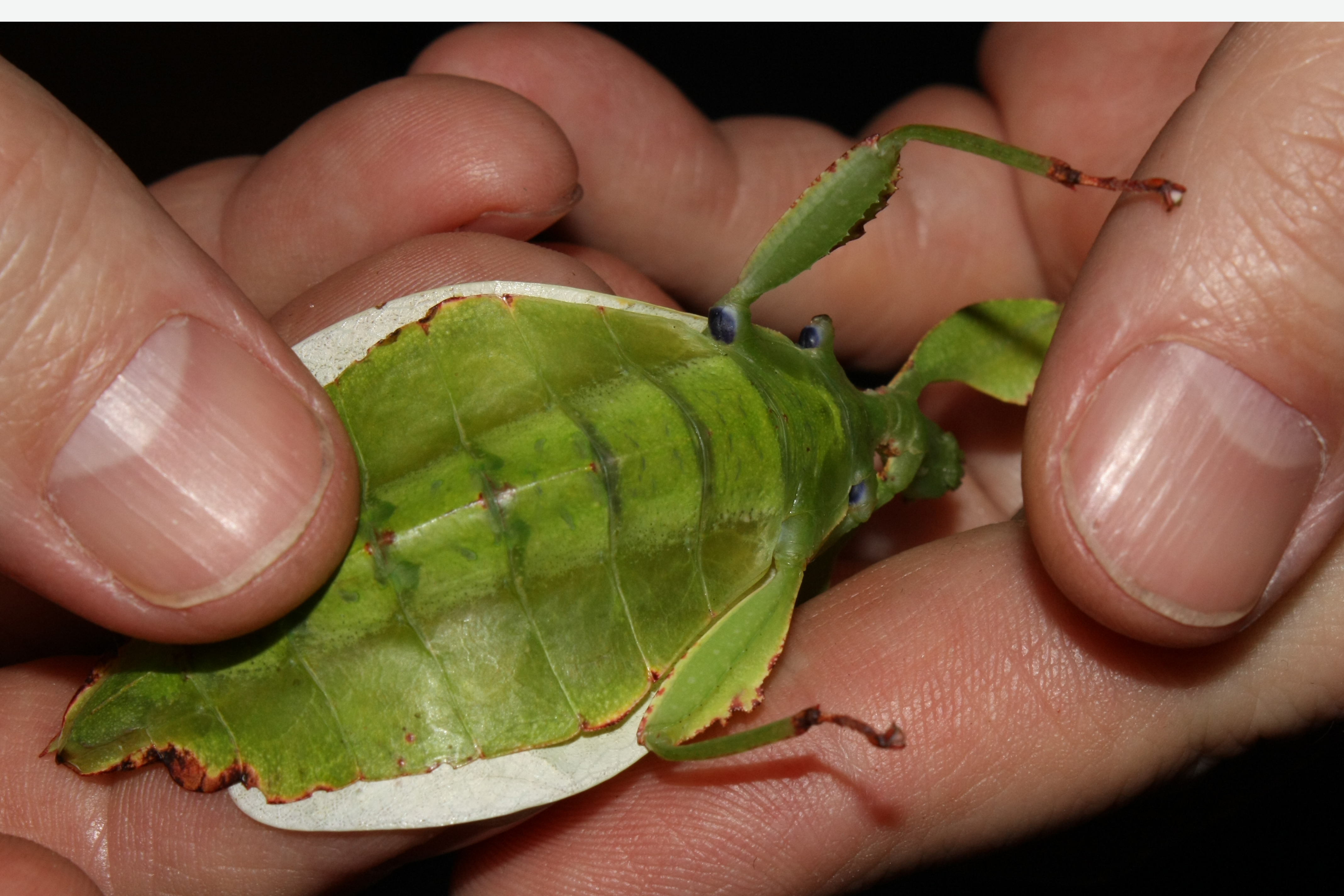
Weibchen aus Malaysia mit blauen Coxen
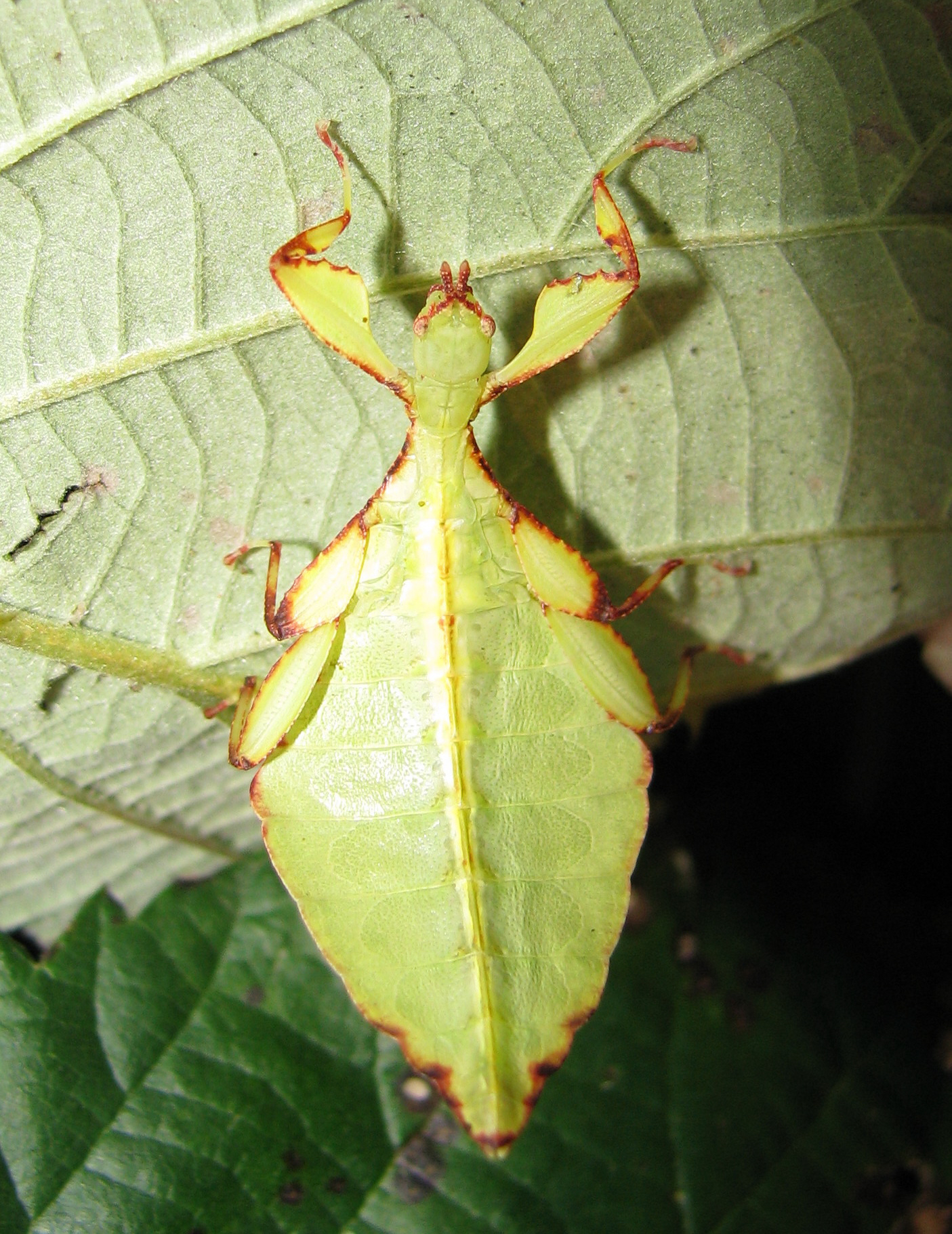
Weibliche Nymphe aus Malaysia
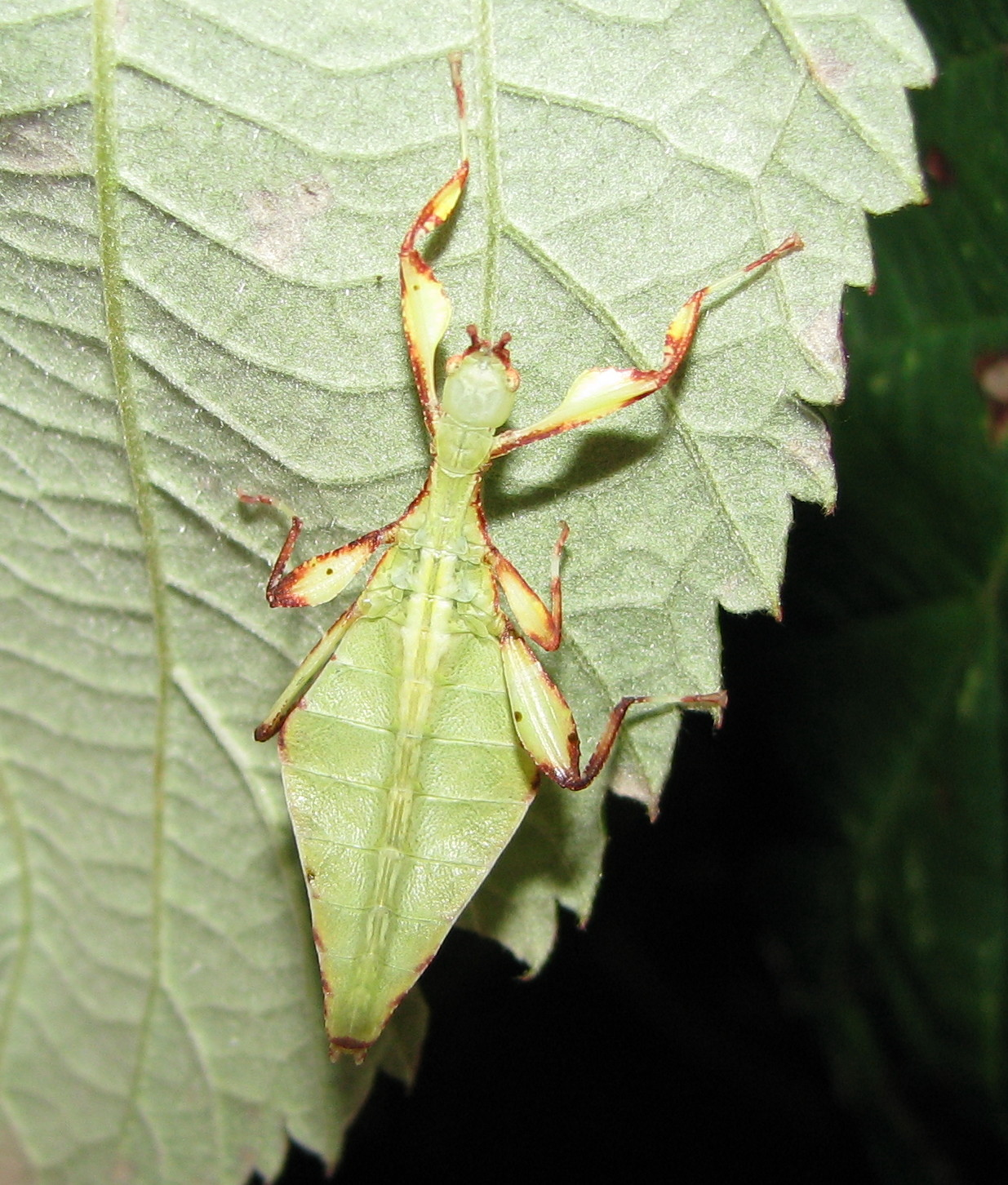
Männliche Nymphe aus Malaysia